# Archer (police de caractères)
Pour les articles homonymes, voir Archer (homonymie).
Archer est une police de caractères de type égyptienne créée par Jonathan Hoefler et Tobias Frere-Jones de la fonderie Hoefler & Co.

## Genèse du projet
Cette police de caractères a été commandée à Jonathan Hoefler et Tobias Frere-Jones en 2000 par le magazine Martha Stewart Living (en).

## Caractéristiques

### Style
Sur le plan stylistique, cette police est une synthèse. En effet Hoefler et Frere-Jones indiquent qu'ils ont mêlé les influences de deux grandes familles d'égyptiennes. La première est celle qu'ils qualifient d'antique et qui se réfère aux polices du XIXe siècle de type Clarendon, elles se caractérisent notamment par des a et des g humanistiques,. La seconde est celle qu'ils qualifient de moderne, elle se réfèrent aux polices du des années 1920-1930 qui veulent rompre avec les antiques et s'inspirent des polices linéales comme Futura,.

### Lisibilité
Une des spécificités de Archer, du fait d'avoir été conçue pour un magazine c'est d'avoir été pensée comme une police pouvant à la fois être utilisée en de corps de texte et en titre. En effet, ses graisses ne dépassent pas le gras standard mais se déclinent dans de nombreuses versions fines, ce qui est peu commun pour une police égyptienne. De plus, les terminaisons en gouttes que l'on retrouve notamment sur les lettres a, c, f, g, j, r, s rendent les caractères plus lisibles en petite taille. Cependant lorsque Archer a été employée comme police de corps de texte dans le magazine Newsweek, les lecteurs ont indiqué leur mécontentement quant à la lisibilité des articles.

## Usages

### Des usages variés
Lorsque Archer a été rendue disponible à l'achat en 2008, elle a été un succès immédiat. Du fait de son caractère versatile elle a été utilisée dans des cas très différents dont The Grand Budapest Hotel de Wes Anderson ainsi que par la banque Wells Fargo. Le phénomène a été tel qu'un blog a été créé afin de recenser tous les usages de cette police.

### Les raisons du succès
Une des raisons qui semblent expliquer le succès de cette police au-delà de sa dimension purement esthétique est le contexte dans lequel elle est apparue. En effet elle est apparue en 2008 dans le contexte de la crise des subprimes et cette police se voulait rassurante et sympathique,. L'exemple qui illustre le mieux cette utilisation est la banque Wells Fargo qui est passée de Myriad à Archer et cela s'est senti dans sa communication utilisant des fonds colorés et des phrases rassurantes car les banques tentent de rassurer après la crise.